# Église Saint-Martin de Plaisance
L'église Saint-Martin de Plaisance est une église située en France sur la commune de Plaisance, dans le département de l'Aveyron en région Occitanie.
Elle fait l'objet d'un classement au titre des monuments historiques depuis 1929.

## Localisation
L'église est située sur la commune de Plaisance, dans le département français de l'Aveyron.

## Historique
L'édifice est classé au titre des monuments historiques en 1929.